# Initialisatievector
De initialisatievector is een willekeurige set van nummers gebruikt in cryptografie met als doel het moeilijker te maken om de tekst uit de vercijferde tekst af te leiden. 
De initialisatievector (IV) wordt voor aan een te vercijferen boodschap toegevoegd met als doel deze uniek te maken. 
Wel is het voor decryptie nodig dat de ontvanger dezelfde initialisatievector gebruikt bij encryptie/decryptie als de zender. 
De lengte van de initialisatievector is vast bepaald door het gebruikte algoritme en de input.
Veelal zal de lengte gelijk zijn aan de lengte van het te vercijferen tekstblok.
De intialisatievecor wordt gebruikt in de cryptografische algoritmes CBC, CFB en OFB.
De kracht van de initialisatievector wordt tenietgedaan wanneer altijd dezelfde vector gebruikt wordt. Het is dus zaak steeds een nieuwe initialisatievector te genereren.
De kracht van de encryptie is mede afhankelijk van een correct gebruik van de IV. Sommige implementaties zijn inherent zwak, die encryptie biedt weinig bescherming, de bekendste daarvan is WEP.